# 格龙多纳
格龙多纳（義大利語：Grondona），是意大利亚历山德里亚省的一个市镇。总面积25.74平方公里，人口554人，人口密度21.5人/平方公里（2009年）。ISTAT代码为006085。